# Покровская церковь (Богородицк)
Покровская церковь — утраченный православный храм Покрова Пресвятой Богородицы в г. Богородицк, Тульской губернии.

## История
Приход этой церкви возник ещё до возведения г. Богородицка в статус города. Прихожанами являлись жители Пушкарской слободы, в которой был построен деревянный храм в честь Покрова Пресвятой Богородицы. Время возникновения деревянного храма и на какие средства построен — неизвестно.
В 1807 году деревянный храм сгорел, и вместо него на средства прихожан было выстроено в 1808—1811 годах каменное здание для храма в то же ознаменование. Из-за недостатка средств храм приводился к окончательному строительству очень медленно. В 1811 году в нём был устроен только предел в честь святого Николая Чудотворца. После этого, неизвестно в каком году был устроен главный алтарь храма и другой предел в честь Иоанна Предтечи. В 1849 году близ правого клироса, устроен предел в честь святого пророка Ильи. В 1854 году на средства прихожан и девицы из дворян Агриппины Александровны Лопухиной близ левого клироса устроен придел в честь святого Митрофана Воронежского. В 1860 году, на средства той же Лопухиной, построена каменная колокольня вместо прежней деревянной, разбитой молнией 10 мая 1885 года. В последующее время в храме производились различные подновления, сводившиеся главным образом к украшению его стенных росписей и замене иконостаса новыми. В 1867 году был заменён на новый иконостас в пределе святого Иоанна Предтечи, в 1868 году в пределе святого Николая Чудотворца и в 1874 году иконостас главного храма. Все эти подновления производили частью на церковные деньги, частью на пожертвования прихожан. В храме имелась Месточтимая икона Успения Божией Матери.
В 1895 году прихожанами являлись жители города и находившегося в 12 верстах жителей деревни Крутого Верха. Всего в приходе числилось 743 человека мужского пола и 737 женского. В пользу храма А. А. Лопухина пожертвовала деревянный дом, который давал доход от 40 до 80 рублей ежегодно. Причт состоял из двух священников, дьякона и двух псаломщиков. Имелась церковная земля: полевой — 27 десятин, сенокосной — 6 десятин, неудобной — 4 десятины. В приходской деревне Крутой Верх имелась школа грамоты.
Церковь снесена в 1939 году. В настоящее время на месте церкви построена в 2005 году часовня.

### Описание
Кирпичная церковь в стиле ампир. Крестообразная, одно купольная постройка с трапезной, многоярусная колокольня под шпилем.